# Atriplex glauca
Atriplex glauca là loài thực vật có hoa thuộc họ Dền. Loài này được L. mô tả khoa học đầu tiên năm 1763.